# Roermond
Roermond (ejtsd rurmont  [ruːrˈmɔnt], limburgi nyelven Remunj, franciául Ruremonde, németül Rurmund) 57 308 lakosú település Hollandiában, Limburg tartományban, közel a német és a belga határhoz. A történelmi jelentőségű város, a Roer folyó és a Maas összefolyásának helyén fekszik. 1231-ben kapott városi rangot. Az évszázadok során a város kereskedelmi központ, és a Gelderlandi Hercegség egyik fontos városa lett. 1559-ben lett a roermondi katolikus egyházmegye székhelye. Az óváros látképét a két főtemplom, a Szent Kristóf-székesegyház és a Munsterkerk tornyai uralják. A városközpontban a  templomok mellett más történelmi épületek és műemlékek is találhatók. 

## Név
Roermond neve azt sejteti, hogy a Roer és a Maas torkolatáról kapta a nevét (mint Rijnmond), de más az eredete, már csak azért is, mert a Roer Maasba folyása 1338 előtt a várostól több kilométerrel nyugatabbra volt. 
A "Roer"-t követő második szó(tag) a "mond" valószínűleg a monte szóból ered, amely magaslatot, hegyet, jelent. Roermond tehát "Roer hegyet" jelent. 
Egy másik magyarázat szerint a "mond" a latin mundium, város, szóból ered. Tehát a Roermond név jelentése eredetileg "város a Roer mellett" volt.

## Látnivalók

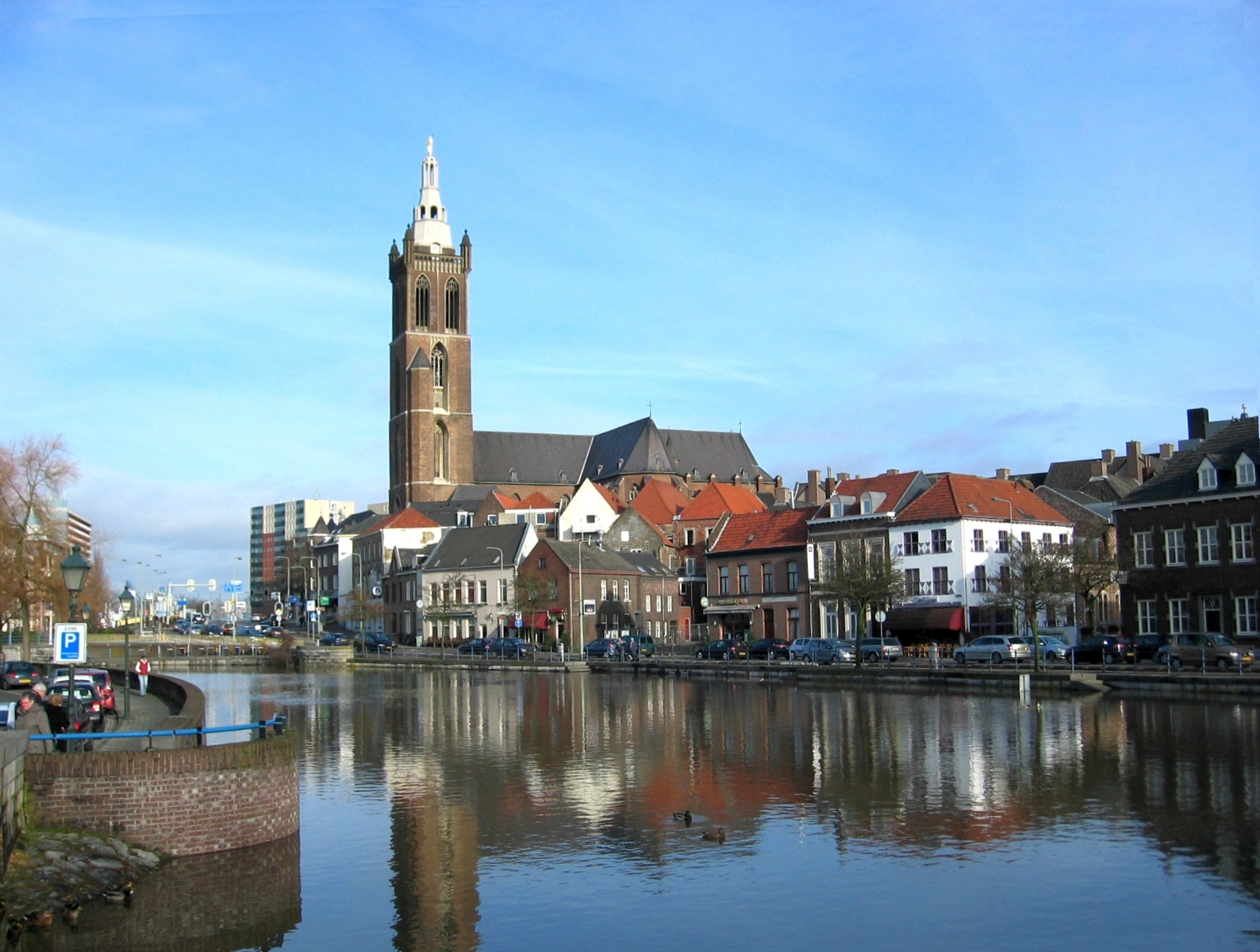
Roermond a Roer folyó áradásakor

A városközpontban számos történelmi műemlék található, többek között: 
- Munsterkerk, Miasszonyunk-templom, a 13. században épült román-gótikus stílusban.
- Városháza
- Szent Kristóf székesegyház, gótikus épület a 15-16. századból.
- Temető
- Kasteeltje Hattem
- Rattentoren
- A Galgeberg domb, mely egy kápolna in 't Zand területén. A neve hollandul "akasztófadombot" jelent, mivel a múltban a bűnözőket, boszorkányokat, itt akasztották fel vagy égették el. 1613-ban 64 boszorkányt égettek itt el.

## Infrastruktúra és közlekedés

### Közúton
A városhoz holland és német autópályákon lehet eljutni. Északról dél felé az A73-as autópálya (Maastricht-Nijmegen) a várostól keletre halad, részben alagutakon keresztül. Kelet felé a német A52-es autópálya Düsseldorfba vezet. Nyugat felől az N280-as út Weertbe vezet, és Eindhoven felé csatlakozik az A2-es autópályához.

### Vasút

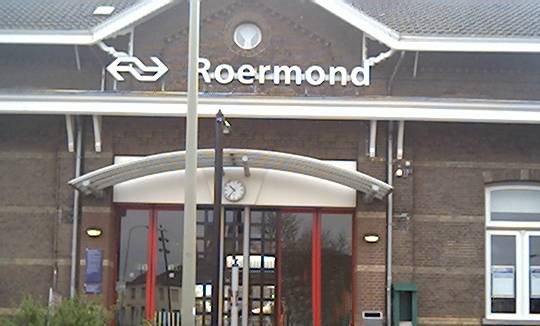
Roermond vasútállomás
Roermond vasútállomásáról  félóránként indulnak gyorsvonatok az egész országba:
- északnyugatra: Weert-Eindhoven és Amszterdam között.
- dél felé: Sittard-Maastricht-Heerlen

Ezen kívül félóránként járnak ingázó vonatok:
- északkelet felé: Venlo-Nijmegen
- dél felé: Sittard-Maastricht

A swalmeni városrésznek is van egy vasútállomása, innen óránként kétszer közlekednek vonatok Roermond és Venlo között.

## Kultúra

### Események
Roermond számos fesztiválnak ad otthont, köztük a május 5-i Felszabadulás napi fesztiválnak és a Solar Weekend táncfesztiválnak.

### Himnusz
Roermondnak 1912 óta van saját himnusza. A szöveget A. F. van Beurden írta, a zenét H. Tijssen szerezte, aki a Limburgi himnuszt (Waar in 't bronsgroen eikenhout) is komponálta. 
Limburgban, még 1900 körül is, a mindennapi életben a holland nyelvnek kisebb jelentősége volt. Minden limburgi nyelven történt. A 19. századi újságokat néha németül írták, és Limburg egyes részein a német volt az egyházi és oktatási nyelv. Ebben az időben Maastrichtnak még nagyon erős kapcsolata volt a Liège környéki francia nyelvű területekkel. 
Van Beurden himnuszszövegét arra használták, hogy a limburgiakat átszoktassák a holland nyelvre. Ennek eszköze a himnusz nagyon nem limburgiakra jellemző részlete volt, a holland királyi családra való utalással. A limburgiaknak az "aanhankelijkheidsverklaring aan het Oranjehuis" sor értelmében hűséget kellett esküdniük az Oranjehuis-ház holland királyi családjára, és a limburgi helyett a holland nyelvet kellett a továbbiakban használniuk.

## Designer Outlet Roermond
2001 óta Roermond ad otthont a McArthurGlen Designer Outletnek, amely Európa egyik legnagyobb és legsikeresebb designer outletjévé vált, évente átlagosan közel hatmillió vásárlóval, így Hollandia egyik legnagyobb turisztikai látványossága. 
Legutóbbi bővítését követően 2017-ben elérte a 200 üzletet. A bevásárló turizmus ezen formája, a Designer Outlet sok vásárlót vonz Németországból, Belgiumból és Kínából is.

## Közbiztonság
2006-ban Roermond volt Hollandia harmadik bűnözéssel legjobban fertőzött városa, megelőzve Amszterdamot. 2007-ben Roermondnak sikerült rossz hírnevén javítania, és márcsak a 9. helyen szerepeltek (bár ezt a számot már összevonták Swalmen kerületével, amelyet 2006-ban külön mértek még). Erőfeszítéseket tettek a kisebb bűntettek megfékezésére, különösen az autófeltörések és a lakásbetörések visszaszorítására. Ennek eredményeként Roermond 2013-ban a 13. helyre javult.

## Nevezetes személyek

### Tudósok, közszolgák
- Bajorországi Richardis (1173-1231), német nemesasszony és apátnő, I. Ottó bajor herceg lánya és III. Gerard, Guelders grófjának anyja
- III. Gerard, gülderi gróf (1185-1229), gülderi és Zutphen grófja
- Karthágói Denis (1402-1471) római katolikus teológus és misztikus
- Johannes Murmellius (1480-1517 körül) tanár és humanista
- Jacob Chimarrhaeus (1542-1614) II. Rudolf római császár nagymestere
- François Vincent Henri Antoine de Stuers (1792-1881) holland tábornok, az indiai hadsereg parancsnoka
- Hubert Joseph Jean Lambert de Stuers (1788-1861) a Holland Királyi Kelet-indiai Hadsereg katonája
- Pierre Cuypers (1827-1921) építész
- Eduard Cuypers (1859-1927) holland építész Amszterdamban és Holland Kelet-Indiában
- Richard Schoemaker (1886-1942, Sachsenhausen) holland olimpiai vívó, mérnök a Holland Királyi Kelet-indiai Hadseregben, akadémikus építész és egy kivégzett ellenállási csoport vezetője
- Charles Ruijs de Beerenbrouck (1873-1936) Hollandia miniszterelnöke 1918/1925-ben
- Louis Beel (1902-1977) Hollandia miniszterelnöke 1946/1948 és 1958/1959
- Jo Cals (1914-1971) Hollandia miniszterelnöke 1965/1966-ban

### Művészek

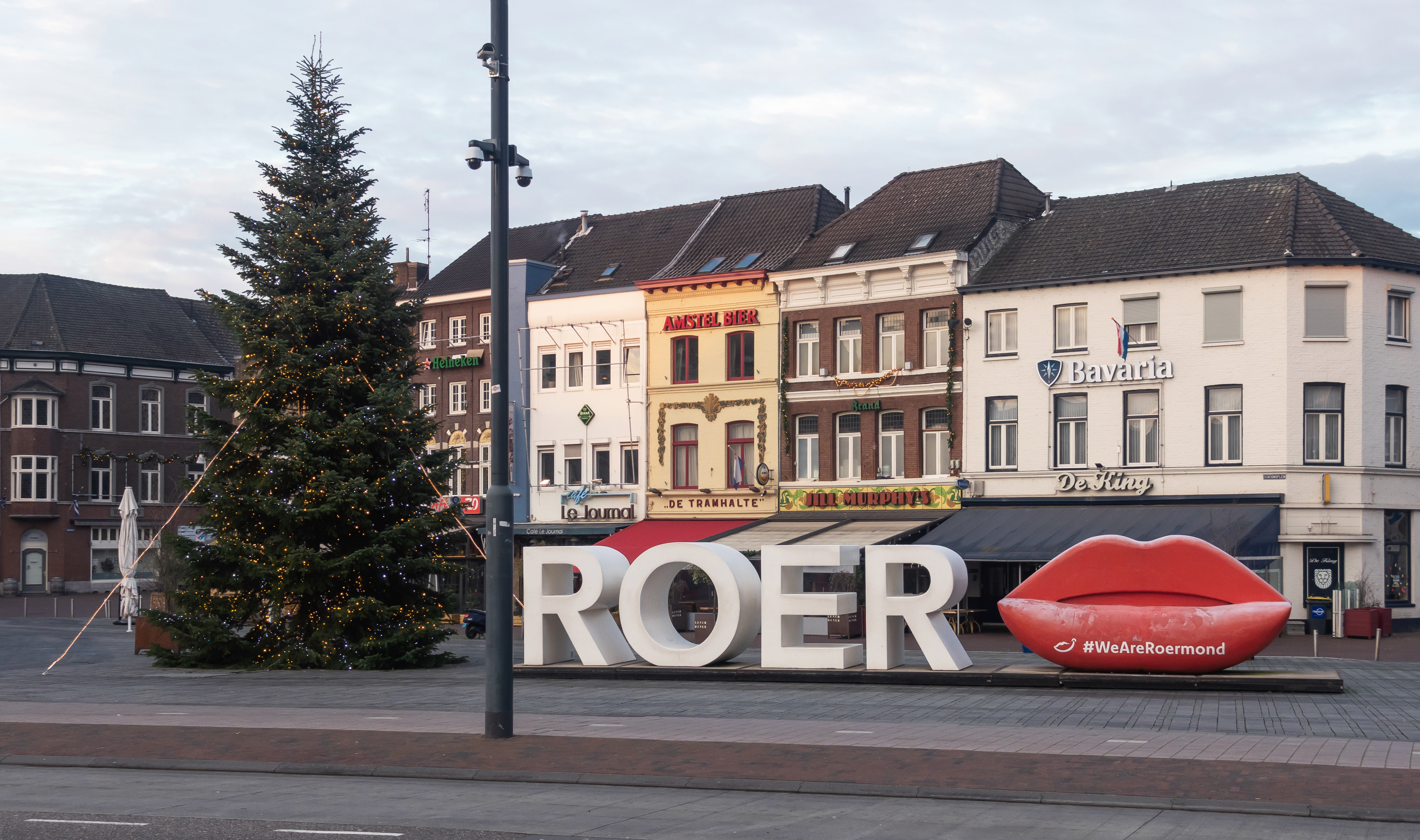
Roer + mond (száj, hollandul) --- Roermond, Station tér

- Christoffel Puytlinck (1640-1680) csendéletfestő
- Jan Baptist Herregouts (1640-1721) festőművész
- Jan Frans van Douven (1656-1727) festőművész
- Maximilian Herregouts (1674-ben született) festőművész
- Henri Linssen (1805-1869) festőművész
- Henry Luyten (1859-1945) holland származású belga festő
- Louis Raemaekers (1869-1956) festő, szerkesztő, karikaturista
- Jacob Hiegentlich (1907-1940) költő
- Leo Ketelaars (1903-1992) hegedűművész és baritonista
- Willem Hofhuizen (1915-1986) holland expresszionista festő
- Margriet Windhausen (szül. 1942) szobrász és festő
- Marleen Gorris (szül. 1948) író és filmrendező
- Claudy Jongstra (szül. 1963), képzőművész és textiltervező
- Erik Kessels (szül. 1966) művész, formatervező és kurátor; a KesselsKramer kreatív igazgatója
- Samantha van Wissen (szül. 1970) táncos
- Jo Luijten (szül. 1978) videóművész és videojáték-fejlesztő
- Stefanie Joosten (szül. 1988) japán modell, énekesnő és színésznő
- Timor Steffens (szül. 1987) táncos és koreográfus

### Sportolók
- Pierre Massy (1900-1958) holland labdarúgó
- Miel Campioni (1901-1962) holland labdarúgó
- Roger Reijners (szül. 1964) holland labdarúgóedző, korábbi játékos
- Anna Wood (született 1966-ban) holland származású ausztrál sprintfutó, aki négy nyári olimpián indult, az 1988-as és az 1996-os nyári olimpián bronzérmet nyert
- Asker Jeukendrup (szül. 1969) holland sporttáplálkozási szakember és Ironman-triatlonista
- Rogier Wassen (szül. 1976) teniszező
- Harrie Gommans (szül. 1983) labdarúgó
- Rico Vonck (szül. 1987) dartsjátékos

## Testvérvárosok
- Koszalin, Lengyelország
- Marktredwitz, Németország
- Mönchengladbach, Németország
- Nepomuk, Cseh Köztársaság
- Vinkovce, Horvátország